# موزه تمدن‌های اروپایی و مدیترانه
موزه تمدن‌های اروپا و مدیترانه (به انگلیسی: Museum of European and Mediterranean Civilisations)؛ (اختصاری MuCEM)؛ (به فرانسوی: Musée des Civilisations de l'Europe et de la Méditerranée) یک موزه ملی واقع در مارسی، فرانسه است. این موزه در ۷ ژوئن ۲۰۱۳ به عنوان بخشی از اقدامات مربوط به یک سالی که مارسی به عنوان پایتخت فرهنگی اروپا تعیین شد افتتاح گردید.

## بررسی اجمالی
این موزه به تمدن اروپا و مدیترانه اختصاص داده شده و مجموعه دائمی آن نمایشگر تاریخ و فرهنگ تأثیرات متقابل در حوزه مدیترانه با رویکردی میان رشته‌ای به جامعه طی اعصار مختلف تا به دوران مدرن است.
مکان موزه تمدن‌های اروپا و مدیترانه یک بنای تاریخی مشرف به بندر قدیمی شهر است و رودی ریسیوتی با طراح‌هایش این بنا را به شیوه کنونی بازسازی کرده‌است.
این موزه با چهل هزار متر مربع فضا به معرفی تمدن‌های اروپایی و مدیترانه و سوژه‌های مختلفی در حوزه‌های مردم شناسی، جامعه‌شناسی، تاریخ و هنر اختصاص یافته‌است.
برونو سوزارلی رئیس موزه به یورونیوز گفته: به عنوان مثال ما در این موزه ابزاری داریم که در مصر باستان سکیه نامیده می‌شده‌است و ابزاری بوده که برای برداشتن آب از چاه در اطراف رودخانه نیل از آن استفاده می‌کردند. این چیز بسیار جالبی است و مسائل مربوط به تنظیمات آب را در منطقه مدیترانه نشان می‌دهد.
زیو گوراریه، مدیر کل سفارش گالری مدیترانه گفته: در این موزه، ما نمادهایی از ضیافت افلاطون را نیز داریم. ضیافت‌هایی که یونانی‌ها با شرکت در آن می‌توانستند دربارهٔ روابط شهروندی صحبت کنند و شرکت در آن فقط برای مردان مجاز بود و زنان و بردگان از ورود در این مجامع محروم بودند. در کنار این نمادها، می‌توانید تصویر زنانی را نیز ببینید که در دنیای امروز دربارهٔ تمام موضوعات شهروندی سخن می‌گویند.

## گالری عکس

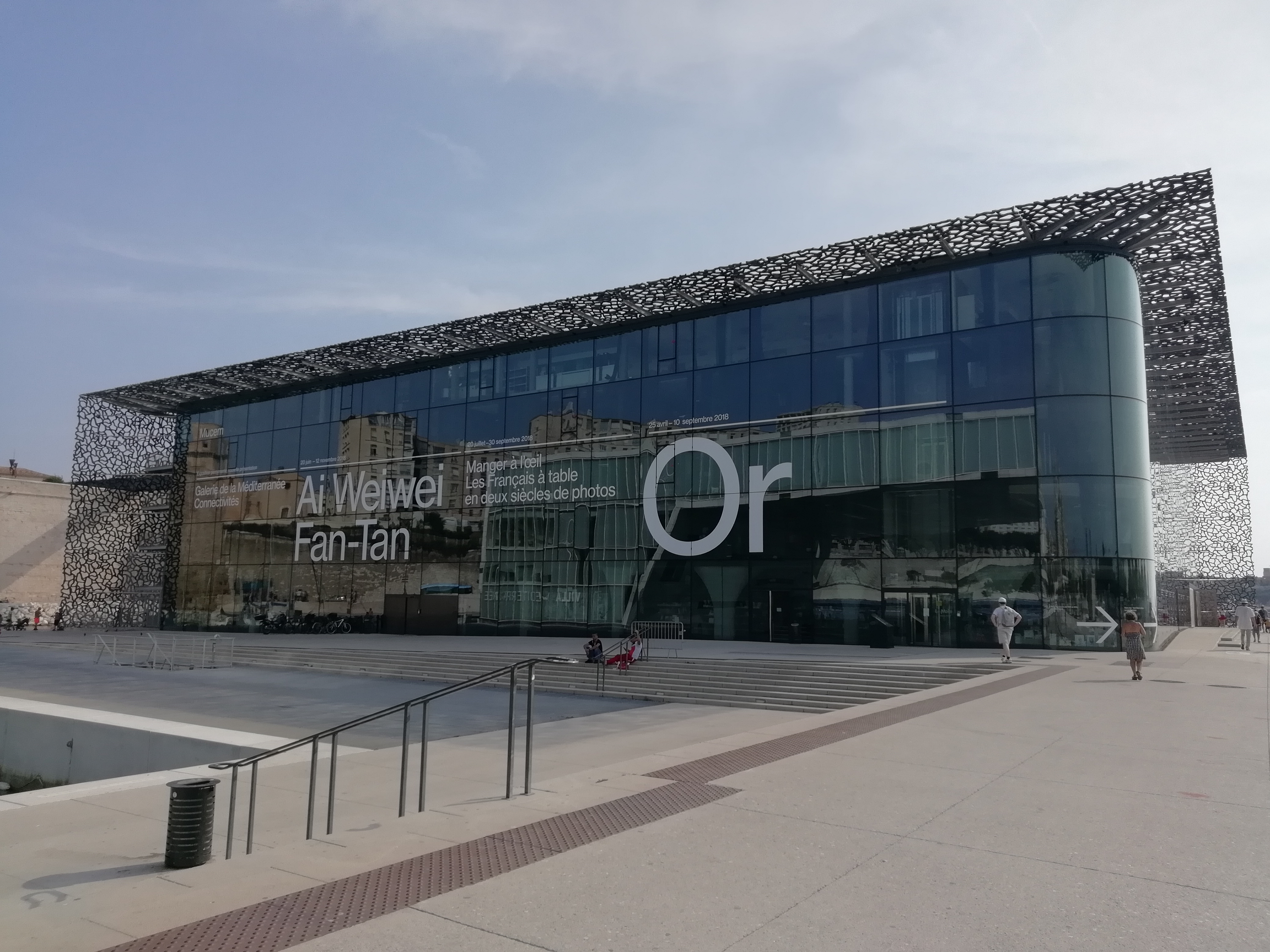
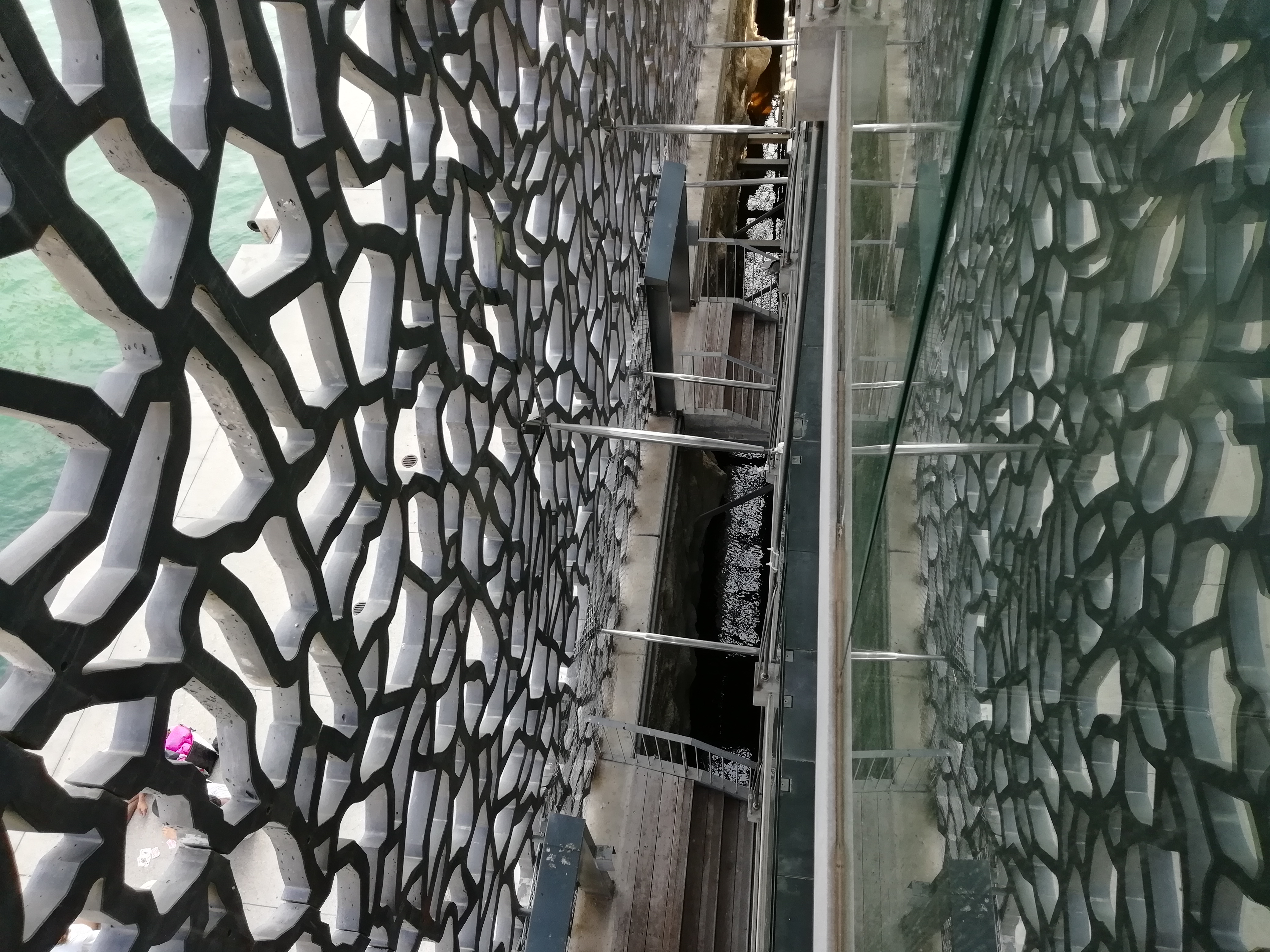
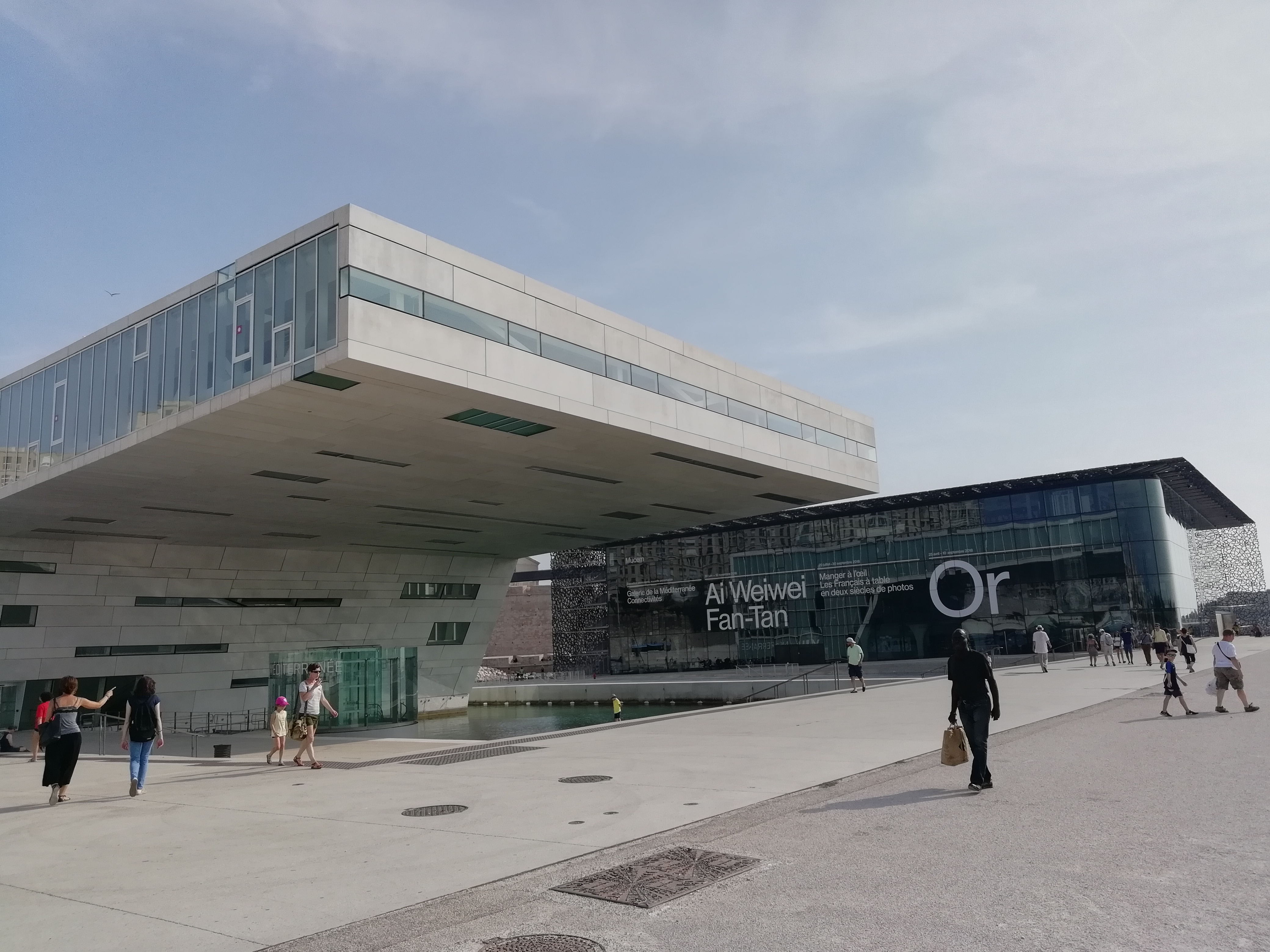